# 戦慄怪奇ファイル コワすぎ!FILE-04【真相!トイレの花子さん】
『戦慄怪奇ファイル コワすぎ!FILE-04【真相!トイレの花子さん】』は、2012年製作、2013年3月2日発売のオリジナルビデオ作品
。

## 概要
モキュメンタリー形式のホラー映画、『戦慄怪奇ファイル コワすぎ!』シリーズの第4弾。
イベント『史上最恐の劇場版』公開記念 “コワすぎ!祭”にて劇場上映された。また、『史上最恐の劇場版』公開記念 “コワすぎ!祭”では戦慄怪奇ファイルコワすぎ!シリーズ作品『FILE-01【口裂け女捕獲作戦】』、『FILE-02【震える幽霊】』、『FILE-03【人喰い河童伝説】』、『劇場版・序章【真説・四谷怪談 お岩の呪い】』も上映された。
スピンオフ作品に『Mystery Man』がある。DVD特典映像に白石晃士監督による「コワすぎ通信FILE02」と予告編が収録されている。
FILE-03を河童、FILE-04をトイレの花子さんを題材にしたのはメーカーからの指定でFILE-05、FILE-06の製作は「コワすぎ通信FILE02」インタビュー収録時点で決まっていたとのこと。

## ストーリー
投稿者の山口菜々と田村英里は、ふと思い立ち自分らが通っていた廃学校を探検する。「トイレの花子さん」を探したが、撮影した動画には得体の知れない何かが写っていた。
翌日、菜々が英里を部屋で撮影していると英里が首を吊って死んでいる姿をファインダー越しに見てしまう。その何かは本当に「トイレの花子さん」なのか確認するために廃学校に向かうディレクター工藤、アシスタント市川、カメラマン田代の3人と菜々と英里、協力を依頼した霊能者である真壁栞。
廃学校の中では、不可思議な現象が次々と発生し、さらに英里が見当たらなくなり、英里の母親から菜々へ英里が死んだと電話を受ける。英里の家へ駆けつける一行だったが時既に遅く、英里の体は既に冷たくなっていた。しかし、工藤は「真壁は一度だけ時を戻ることが出来る」と驚くべき事を言う。真壁は時を戻す前に、菜々に対して隠していることを打ち明けるように求め、菜々は重い口を開き、告白を始める。実は菜々は英里をいじめており、かつてトイレの花子さんが出ると言われていた同じ場所でいじめていたところ、花子さんに乗り移られ意識を失い、英里の首を絞めてしまったことがあるという。
真壁の力を借りて時間を遡る一同。自分たちと出会い、タイムパラドックスの危機もありつつ、なんとか英里を救い出すが、今度は花子さんの襲撃を受ける。真壁の力を借り、異界に飛び込んだ後、現世に戻った工藤たち。英里と菜々もお互いのわだかまりを吐き出し、仲直りして一件落着、最後に工藤が真壁に自分の秘密について語ろうとしたその時、突然の出来事で真壁が命を落としてしまう。普段は何があっても撮り続けるよう命令する工藤も、その状況には田代にカメラを止めるよう指示するのだった。

## キャスト
- 工藤仁：大迫茂生
- 市川実穂：久保山智夏
- 田代正嗣：白石晃士
- 山口菜々：桑名里瑛
- 田村英里：南有貴
- 花子さん：下江梨菜
- 真壁栞：栗原瞳

## スタッフ
- 監督・脚本・撮影・VFX：白石晃士
- 製作統括：原啓二郎
- プロデューサー：三上真弘、田坂公章
- 助監督：杉山優
- 制作：杉山優
- 音響：中川究矢
- 録音：根本飛鳥
- 特殊造形：相蘇敬介、堤瑠衣子
- イラスト：相蘇敬介、堤瑠衣子
- 特殊造形助手：戸上大資
- 制作進行：石井翔
- スチール：伴貞良
- 編集：宮崎歩
- 予告編：宮崎歩
- 制作：ビデオプランニング
- 製作：ニューセレクト
- 販売：アルバトロス
- 発売：プライムウェーブ・ネクシード